# Ali Salim Al-Nahar
Ali Salim Obaid Bait Al-Nahar (21 de agosto de 1992) é um futebolista profissional omani que atua como defensor.

## Carreira
Ali Salim Al-Nahar representou a Seleção Omani de Futebol na Copa da Ásia de 2015.